# Cratere Gali
Gali  è un cratere sulla superficie di Marte.